# Secret Maryo Chronicles
Secret Maryo Chronicles, förkortat SMC, är ett sido-rullande datorspel tillhörandes genren plattformsspel. Det består av fri programvara och är utvecklat av Secret Maryo Chronicles Development Team, som leds av Florian Richter ("FluXy").
Spelets utveckling påbörjades i januari 2003 som en Super Mario Bros.-klon. I skrivande stund, oktober 2010, är Secret Maryo Chronicles ett OpenGL-baserat spel med skalbar grafik, egna ljudspår samt en inbyggd spelredigerare, och är översatt till nästan 10 olika språk. Det är licensierat under GNU General Public License version 3. För tillfället är SMC:s senaste stabila version numrerad 1.9 och utgavs i augusti 2009. SMC tillhandahåller enbart enspelarläge.
Tidningen APC Magazine rankade år 2008 Secret Maryo Chronicles som nummer ett på en lista över de fem bästa fria spelen. Spelet har också recenserats av andra webbsidor.

## Systemkrav
Enligt webbsidan linuxlinks.com har Secret Maryo Chronicles följande systemkrav:
- Processor: 500 MHz
- Grafikkort: 64 MB
- Ram-minne: 256MB
- 800x600 skärmupplösning
- 16-bitars färgskärm
- Tangenbord inklusive mus